# Somlóvásárhely megállóhely
Somlóvásárhely megállóhely egy Veszprém vármegyei vasúti megállóhely Somlóvásárhely településen, a MÁV üzemeltetésében.
A belterület északnyugati szélén helyezkedik el, közúti megközelítését a 7322-es út biztosítja, amely a megállóhely közvetlen közelében keresztezi a vasútvonalat.
A megállóhely jegypénztár nélküli, nincs jegykiadás. 

## Vasútvonalak
A megállóhelyet az alábbi vasútvonalak érintik:
- Székesfehérvár–Szombathely-vasútvonal

## Kapcsolódó állomások
A megállóhelyhez az alábbi állomások vannak a legközelebb:
- Devecser vasútállomás (Székesfehérvár–Szombathely-vasútvonal)
- Tüskevár vasútállomás (Székesfehérvár–Szombathely-vasútvonal)

## Forgalom
| Járat        | Útvonal | Gyakoriság           |
| ------------ | --- | -------------------- |
| személyvonat | Budapest-Déli – Budapest-Kelenföld (← Gárdony) – Székesfehérvár – Várpalota – Pétfürdő – Öskü – Hajmáskér – Veszprém – Ajka (← Ajka-Gyártelep ← Devecser ← Somlóvásárhely ← Tüskevár ← Karakószörcsök ← Kerta ← Boba ← Nemeskocs ← Celldömölk)                                    | Napi 1 Budapest felé |
| személyvonat | Veszprém – Márkó – Herend – Szentgál – Városlőd – Városlőd-Kislőd – Ajka – Ajka-Gyártelep – Devecser – Somlóvásárhely – Tüskevár – Karakószörcsök – Kerta – Boba – Nemeskocs – Celldömölk – Kemenesmihályfa – Nagysimonyi – Ostffyasszonyfa – Sárvár – Porpác – Vép – Szombathely | Napi 3-4 pár         |